# 6797 Ostersund
A 6797 Ostersund (ideiglenes jelöléssel 1993 FG25) a Naprendszer kisbolygóövében található aszteroida. UESAC fedezte fel 1993. március 21-én.